# Eleccions legislatives portugueses de 1975
Les eleccions legislatives portugueses de 1975 es van celebrar el 25 d'abril de 1975, un any després de la revolució dels clavells, per tal de formar una Assemblea Constituent per tal que redactés una nova constitució per a Portugal.

## Resultats
|                                     |                                                      |           |        |           |  |
| Partit                              | Partit                                               | Vots      | %      | Escons    |  |
|                                     | Partit Socialista (PS)                               | 2,162,972 | 37.87  | 116 / 250 |  |
|                                     | Partit Socialdemòcrata (PSD)                         | 1,507,282 | 26.39  | 81 / 250  |  |
|                                     | Partit Comunista (PCP)                               | 711,935   | 12.46  | 30 / 250  |  |
|                                     | Centre Democràtic Social (CDS-PP)                    | 434,879   | 7.61   | 16 / 250  |  |
|                                     | Moviment Democràtic Portuguès (MDP)                  | 236,318   | 4.14   | 5 / 250   |  |
|                                     | Front Socialista Popular (FSP)                       | 66,307    | 1.16   | 0 / 250   |  |
|                                     | Moviment d'Esquerra Socialista (MES)                 | 58,248    | 1.02   | 0 / 250   |  |
|                                     | Unió Democràtica Popular (UDP)                       | 44,877    | 0.79   | 1 / 250   |  |
|                                     | Front Electoral Comunista (marxista-leninista)       | 33,185    | 0.58   | 0 / 250   |  |
|                                     | Partit Popular Monàrquic (PPM)                       | 32,526    | 0.57   | 0 / 250   |  |
|                                     | Partit de la Unitat Popular (PUP)                    | 13,138    | 0.23   | 0 / 250   |  |
|                                     | Lliga Comunista Internacionalista                    | 10,835    | 0.19   | 0 / 250   |  |
|                                     | Associació per a la Defensa dels Interessos de Macau | 1,622     | 0.03   | 1 / 250   |  |
|                                     | Centre Democràtic de Macau                           | 1,030     | 0.02   | 0 / 250   |  |
| Total                               | Total                                                | 5,315,064 | 93.05  | 250       |  |
|                                     |                                                      |           |        |           |  |
| Vots vàlids                         | Vots vàlids                                          | 5,315,064 | 93.05  |           |  |
| Vots invàlids/en blanc              | Vots invàlids/en blanc                               | 396,675   | 6.95   |           |  |
| Total                               | Total                                                | 5,711,829 | 100.00 |           |  |
| Votants registrats                  | Votants registrats                                   | 6,231,372 | 91.66  |           |  |
| Font: Comissão Nacional de Eleições |                                                      |           |        |           |  |